# 友生村
友生村（とものむら）は三重県阿山郡にあった村。現在の伊賀市上野市街の南東、久米川流域にあたる。

## 地理
- 河川：久米川、滝川

## 歴史
- 1889年（明治22年）4月1日 - 町村制の施行により、喰代村・高山村・蓮池村・上友生村・界外村・中友生村・下友生村の区域をもって山田郡友生村が発足。
- 1896年（明治29年）4月1日 - 所属郡が阿山郡に変更。
- 1950年（昭和25年）12月16日 - 上野市に編入。同日友生村廃止。